# Karl-Otto Apel

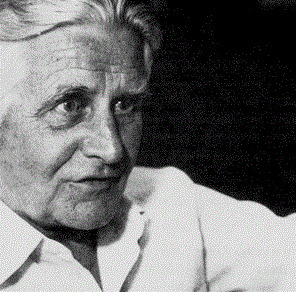
Karl-Otto Apel (1992)

Karl-Otto Apel (* 15. März 1922 in Düsseldorf; † 15. Mai 2017 in Niedernhausen) war ein deutscher Philosoph. Er war ein Vertreter der Diskursethik sowie einer sprachpragmatischen, intersubjektiven Transzendentalphilosophie oder Transzendentalpragmatik. Apel strebte eine „Transformation der Philosophie“ an.
Der Ausgang vom Subjekt müsse zugunsten einer intersubjektiven Perspektive überwunden werden, ohne dass die von Immanuel Kant gewonnenen Einsichten in die unhintergehbaren Konstitutionsbedingungen der Objektivität verloren gehen.
Wesentliche Intention von Apel war die Abwehr relativistischer Positionen, insbesondere in der Ethik. Zusammen mit seinem seit Studienzeiten befreundeten Kollegen Jürgen Habermas unternahm Apel den Versuch, die kantische Moraltheorie im Hinblick auf die Frage der Normenbegründung mit kommunikationstheoretischen Mitteln neu zu formulieren.

## Leben und Denkweg
Apel wuchs während der politischen Krisen der Weimarer Republik auf. 1940 wurde er mit seiner ganzen Abiturklasse Kriegsfreiwilliger. Nach dem Zweiten Weltkrieg studierte Apel von 1945 bis 1950 an der Rheinischen Friedrich-Wilhelms-Universität Bonn zunächst Geschichte und Geistesgeschichte, bevor er sich als Schüler von Erich Rothacker auf die Philosophie festlegte.
Im Jahr 1950 wurde er in Bonn mit einer Arbeit über Heidegger promoviert, 1961 habilitierte er sich in Mainz über die humanistische Sprachidee (Die Idee der Sprache in der Tradition des Humanismus von Dante bis Vico). Von 1962 bis 1969 war er ordentlicher Professor für Philosophie an der Christian-Albrechts-Universität zu Kiel, von 1969 bis 1972 ordentlicher Professor für Philosophie an der Universität Saarbrücken und von 1972 bis zu seiner Emeritierung im Jahre 1990 ordentlicher Professor für Philosophie an der Universität Frankfurt am Main.
Als Grunderfahrung seiner frühen Studienjahre – die bestimmend für seinen späteren philosophischen Werdegang wurde – schildert Apel das „dumpfe Gefühl“, dass „alles falsch war, für das wir uns eingesetzt hatten“. Das geistige Angebot, das in der Zeit des Wiederaufbaus zur Verfügung stand (Dilthey, Heidegger), konnte die Fragen, die ihn beschäftigten, nicht beantworten.
Dennoch folgte in Apels Biographie zunächst eine unpolitische Phase. Er beschäftigte sich aus „trotziger Indifferenz gegenüber den politisch-historischen Schatten der jüngsten Vergangenheit“ mit der Existenzphilosophie, da es bei ihr nicht darauf ankam, „für was man sich eingesetzt hatte, sondern wie man es getan hatte“. So promovierte er im Jahr 1950 in Bonn mit der nie als Buch veröffentlichten Arbeit über Heidegger Dasein und Erkennen. Eine erkenntnistheoretische Interpretation der Philosophie M. Heideggers. Auch seine Schrift Die Idee der Sprache in der Tradition des Humanismus von Dante bis Vico, mit der er sich 1961 in Mainz habilitierte, bewegte sich noch in den Bahnen der hermeneutischen Philosophie. Diese Arbeit gilt inzwischen als Standardwerk zur Geschichte der Sprachphilosophie.
Obwohl sich Apel bereits seit den späten 1950er Jahren mit der analytischen Philosophie auseinandersetzte, begann er erst in den 1960er Jahren, sich mit deren Mitteln von der Hermeneutik zu lösen. Apel kommt dabei das Verdienst zu, zwischen den zu dieser Zeit einflussreichsten Strömungen der Philosophie vermittelt zu haben. Vor allem dem Verhältnis von Heidegger und Wittgenstein galten umfangreiche Studien. Besonders konzentrierte sich Apel auf das Problem der Beziehung zwischen Natur- und Geisteswissenschaften und ihren Methoden, „Erklären und Verstehen“.
Die späten 1960er Jahre bedeuteten für Apel eine „politisch-emanzipatorische Erweckungszeit“. Es begann eine intensive Auseinandersetzung mit der politischen Philosophie, v. a. mit dem jungen Marx, dem westlichen Neomarxismus, und der Kritischen Theorie. Dabei wurde er stark von seinem ehemaligen Bonner Studienkollegen, Jürgen Habermas, beeinflusst. Der Studentenbewegung stand er kritisch gegenüber, da er in ihr eine Verkennung demokratisch-rechtsstaatlichen Denkens und die Gefahr eines utopischen Realitätsverlusts sah. Dennoch attestierte er ihr, dass sie den für die Nachkriegssituation überfälligen Durchbruch zur öffentlichen Diskussion der politischen Situation erzwungen und ein politisch-philosophisches Bewusstsein hergestellt habe.
In dem in dieser Zeit entstehenden Diskursklima begann Apel sein Hauptwerk, Transformation der Philosophie, zu entwickeln. Im Zusammenhang mit seinem Studium Wittgensteins und Heideggers hatte Apel die Intersubjektivität als gemeinsame große Entdeckung erkannt. Da ihm diese Ansätze jedoch als inkonsistent erschienen, ließ sich Apel seit Ende der 1960er Jahre auf transzendentale Fragestellungen ein, die er mit dem Intersubjektivitätsansatz zu vermitteln suchte. Gleichzeitig erfolgte eine intensive Auseinandersetzung mit Charles Sanders Peirce, von dessen Schriften er 1967 und 1970 eine mit umfangreichen Einführungen versehene Auswahl in deutscher Übersetzung herausgab. Ausgehend von Peirce’ Konsensustheorie der Wahrheit und der darauf aufbauenden Begründung der Ethik kam Apel zu der Auffassung, dass die Voraussetzung allen Erkennens nicht das einsame Subjekt, sondern immer die menschliche Kommunikationsgemeinschaft sei. Auf dieser Grundlage entwickelte Apel seit Anfang der 1970er Jahre seine „Transzendentalpragmatik“ mit dem Ziel, aus der traditionellen Philosophie des Einzelbewusstseins und des Subjekts zu einer Philosophie der intersubjektiven Verständigung zu gelangen.
1989 wurde er zum Mitglied der Academia Europaea gewählt.
Karl-Otto Apel starb im Mai 2017 im Alter von 95 Jahren.

## Werk

### Hermeneutik und Sprachkritik
Apel kann als einer der ersten deutschen Philosophen gelten, die die bis dahin getrennten und gegensätzlichen Strömungen der an Heidegger anknüpfenden hermeneutischen Philosophie und der sprachanalytischen Philosophie im Gefolge Wittgensteins verbunden haben. Apel versucht durch eine Kritik sowohl an Heidegger, dem er Logosvergessenheit vorwirft, als auch am frühen Wittgenstein, dessen Tractatus er als selbstwidersprüchliche Grenzziehung der Vernunft ansieht, nicht nur die Unterschiede, sondern auch die Gemeinsamkeiten beider Strömungen zu erfassen. So sei sowohl Heideggers als auch Wittgensteins Philosophie durch eine Überwindung oder 'Verwindung' der Metaphysik gekennzeichnet. Beide Richtungen zielen auf die pragmatische Lebenswelt, wie dies bei Heidegger durch den Vorrang der Zuhandenheit über die theoretische Vorhandenheit zum Ausdruck kommt. In eben jene Richtung gehe auch die Sprachspielanalyse Wittgensteins. Indem die Pragmatik und die Sprache als intersubjektive Struktur bei beiden Denkern eine zentrale Rolle spielen, sei der Übergang zur Philosophie der Gegenwart als Philosophie der Intersubjektivität in beiden Fällen vollzogen. Ausgehend von einer Auseinandersetzung mit diesen beiden philosophischen Richtungen versucht Apel in seiner transzendentalen Hermeneutik zwischen den Modellen des Welterklärens der Naturwissenschaften und des Weltverstehens der Geisteswissenschaften zu vermitteln.

### Intersubjektivität und Reflexivität
Apel sieht es als die große Leistung der Philosophie des 20. Jahrhunderts an, den methodischen Solipsismus überwunden zu haben, der in seinen Augen die ganze neuzeitliche Philosophie von Descartes bis zum Deutschen Idealismus gekennzeichnet hatte. Die solipsistische Überzeugung, dass „im Prinzip ‚einer allein‘ etwas als etwas erkennen und dergestalt Wissenschaft treiben könnte“, sei von Wittgenstein und Heidegger zu Recht zurückgewiesen worden. Die positive Kehrseite dieser Ablehnung sei die Orientierung an der Sprache, die nach der vorkantischen Ontologie und der transzendentalen Bewusstseinsphilosophie die sprachlich vermittelte Intersubjektivität als drittes Paradigma der abendländischen Philosophie eingeleitet habe. Diese Ansätze verwickeln sich nach Apel jedoch aufgrund ihres Reflexivitätsverbots in Widersprüche, die ihre Verbindlichkeit gefährden. Ohne die Durchbrechung dieses Verbots sei intersubjektive Verständigung und Letztbegründung unmöglich.

### Sprechakte
Einen Meilenstein zur Entwicklung der Transzendentalpragmatik stellte die Auseinandersetzung Apels mit der Sprechakttheorie Austins und Searles dar. Als wichtigste Leistung der Sprechakttheorie gilt Apel die Entdeckung der performativ-propositionalen Doppelstruktur der menschlichen Rede. Sätze können nur in Sprechakten ausgedrückt werden, die daher die grundlegende Einheit der menschlichen Sprache darstellen. Mit jedem Sprechakt werden vier Geltungsansprüche erhoben: Verständlichkeit der Äußerung, Wahrheit ihres propositionalen Bestandteils, Richtigkeit ihres performativen Bestandteils und Wahrhaftigkeit des sprechenden Subjekts, was Apel als die intersubjektive Dimension jedes Sprechakts interpretiert.

### Rationalitätsformen
Apel hat in seinen Arbeiten verschiedene Rationalitätsformen unterschieden, wobei sich die einzelnen Gliederungen und Bezeichnungen etwas unterscheiden. Die einzelnen Rationalitätsformen stellen dabei unterschiedliche, aber doch aufeinander bezogene Momente der Erfassung von Wirklichkeit dar.
Eine frühe These von Apel ist die Leib-Gebundenheit der menschlichen Erkenntnis, die er als „Leibapriori“ bezeichnet. Leiblichkeit und Bewusstsein ergänzen sich für Apel; beide bilden zusammen komplementäre apriorische Elemente für das menschliche Erkennen: „Das Erkennen ist vom handelnden Eingriff in die Welt prinzipiell nicht mehr zu trennen, und darin liegt die Aufhebung der kartesischen Subjekt-Objekt-Trennung.“
In seiner Arbeit Die „Erklären: Verstehen“-Kontroverse in transzendentalpragmatischer Sicht geht er von vier Formen von Rationalität aus: einer „szientifischen“, „technologischen“, „hermeneutischen“ und „ethischen“ Rationalität. Apel geht es dabei vor allem um das Verhältnis zwischen Erklären und Verstehen der szientifischen bzw. hermeneutischen Rationalität. Beide Rationalitätsformen beziehen sich zum einen auf unterschiedliche Bereiche der Wirklichkeit: das, was naturwissenschaftlich durch die Angabe von Wirkursachen erklärt wird, kann nicht zugleich als Ausdruck einer Absicht verstanden werden. Beide Rationalitätsformen ergänzen sich aber auch: hermeneutisches Verstehen erfordert Erklärungswissen, während umgekehrt eine naturwissenschaftliche Erklärung nur dadurch möglich ist, dass die beteiligten Forscher sich wechselseitig als Subjekte mit Intentionen verstehen und anerkennen.
In einem späteren Aufsatz unterscheidet Apel dann im Rahmen der Letztbegründungsproblematik zwischen einer „formal-logischen“ und einer „transzendentalen Rationalität“. Während die erstere sich an der syntaktisch-semantischen Widerspruchsfreiheit propositionaler Sätze bemisst, geht es bei der letzteren um die „pragmatische Widerspruchsfreiheit von Sprechakten bzw. von performativ-propositionalen Sätzen, welche die ‚Doppelstruktur‘ von Sprechakten explizit machen“.
Der Unterscheidung zwischen einem formal-logischen (bzw. mathematischen) und einem transzendentalen Rationalitätstypus entspricht dabei nach Apel die traditionelle Unterscheidung zwischen Verstand und Vernunft. Während die formal-logische Rationalität das Verhalten von Objekten auf naturwissenschaftliche Weise erkläre, gehe es der transzendentalen bzw. Diskursrationalität um das Verstehen von Subjekten.

### Letztbegründung
Apels Letztbegründungsargument entstand als Reaktion auf das von Hans Albert zuerst 1968 aufgestellte Münchhausen-Trilemma, wonach letzte Begründungen nicht möglich seien. Für Apel war die Suche nach letzten, vom Common sense unabhängigen Begründungen angesichts des Missbrauchs der Argumentationsfigur des „gesunden Volksempfindens“ im Nationalsozialismus unumgänglich geworden.
Philosophische Letztbegründung besteht für Apel in dem Aufweis, dass gewisse Aussagen in jedweder Argumentation von jedem einzelnen immer schon vorausgesetzt werden müssen, gleichgültig welche spezielle Meinung, Weltanschauung oder Kultur er vertritt. Apel formulierte zwei Kriterien, die Sätze als letztbegründet ausweisen sollen:
- Sie können „nicht ohne pragmatischen Selbstwiderspruch“ bestritten werden
- Sie können „nicht ohne logischen Zirkel (petitio principii) (formal-logisch) begründet“ werden

Apel nannte als Beispiel für pragmatisch inkonsistente Sätze: „Ich behaupte hiermit, dass ich nicht existiere“, „Ich behaupte hiermit, dass ich keinen Sinn-Anspruch habe“, „Ich behaupte hiermit, dass ich keinen Wahrheits-Anspruch habe“. Die Unmöglichkeit einer zirkelfreien logischen Begründung zeige bei diesen Sätzen nicht eine Aporie im Begründungsproblem an, sondern sei „eine notwendige Folge des Umstandes, dass die Sätze als einsehbar notwendige Präsuppositionen allen logischen Begründens a priori gewiss sind“.
Apel bezeichnete die Art des von ihm analysierten Widerspruchs oft auch als performativen Widerspruch. Er stamme nicht aus dem subjektiven Denken, sondern aus dem Akt des intersubjektiven Gesprächs, so dass sich für Apel die Intersubjektivität als unhintergehbare Bestimmung menschlichen Denkens und Handelns ergibt.

### Diskursethik
Mit diesem „Letztbegründungs-Kriterium“ verteidigte Apel grundlegende Diskursnormen und entwickelte eine Diskursethik, wie sie in abgeschwächter Form – d. h. ohne Letztbegründungsanspruch – auch Jürgen Habermas vertritt. Die ethischen Prinzipien entwickelte er dabei aus den nach seiner Überzeugung in jeder Diskussion um jede Ethik, ja auch um den ethischen Nihilismus immer schon vorausgesetzten Annahmen. Jeder philosophische und ethische Ansatz appelliere an das Kriterium der objektiven Verbindlichkeit und Wahrheit der eigenen Aussage, so dass die Verbindlichkeitsanforderung und die Wahrheitsfähigkeit nach Apel nicht vernünftig in Frage gestellt werden können. Ziel Apels war hierbei die Abwehr des ethischen Nihilismus und die Rückkehr zu einer objektiven und rationalen Ethik, die das „Paradoxon“ der Gegenwart überwinden soll. Er sah in der Trennung zwischen objektivem Faktenwissen der Einzelwissenschaften und der Privatheit und Beliebigkeit ethischer Überzeugungen eines der Hauptprobleme der Moderne, aus dem die Diskursethik einen Ausweg darstellen soll.

#### Das Apriori der Argumentation
Das zentrale Anliegen der Diskursethik Apels ist die Letztbegründung der ethischen Prinzipien, die mit jeder Argumentation, ja mit jeder sinnvollen Handlung überhaupt bereits implizit vorausgesetzt werden. Zu diesem Zweck strebte er eine „Transformation der Kantischen Position“ in Richtung einer „transzendentalen Theorie der Intersubjektivität“ an. Von dieser Transformation erhoffte er sich eine einheitliche philosophische Theorie, die eine Überbrückung des Gegensatzes von theoretischer und praktischer Philosophie leisten könne.
Nach Apels Ansicht setzt jeder, der argumentiert, immer schon voraus, dass er im Diskurs zu wahren Ergebnissen gelangen kann, dass also Wahrheit grundsätzlich möglich sei. Eine ebensolche Wahrheitsfähigkeit setze der Argumentierende von seinem Gesprächspartner voraus, mit dem er in den Diskurs eintritt. Dies bedeutet in der Sprache Apels, dass die Argumentationssituation für jeden Argumentierenden unhintergehbar sei. Jeder Versuch ihr zu entfliehen, etwa durch Lügen oder durch Diskursverweigerung, sei letztlich inkonsistent. Apel spricht in diesem Zusammenhang von einem „Apriori der Argumentation“:
„Wer nämlich überhaupt an der philosophischen Argumentation teilnimmt, der hat die soeben angedeuteten Voraussetzungen bereits implizit als Apriori der Argumentation anerkannt, und er kann sie nicht bestreiten, ohne sich zugleich selbst die argumentative Kompetenz streitig zu machen“.
Selbst derjenige, der die Argumentation abbricht, will nach Ansicht Apels damit etwas zum Ausdruck bringen:
„Auch wer im Namen des existenziellen Zweifels, der durch Selbstmord sich verifizieren kann, oder im Namen des Konfliktes der Klasseninteressen das Apriori der Verständigungsgemeinschaft zur Illusion erklärt, bestätigt es zugleich dadurch, daß er noch argumentiert“.
Jemand, der auf eine argumentative Rechtfertigung seiner Handlung verzichten will, zerstöre sich letztlich selbst. In theologischen Begriffen gesprochen könnte man daher sagen, dass selbst „der Teufel nur durch den Akt der Selbstzerstörung von Gott unabhängig gemacht werden kann“.

#### Reale und ideale Kommunikationsgemeinschaft
Apel zufolge wird mit der Unhintergehbarkeit der rationalen Argumentation auch eine Gemeinschaft der Argumentierenden anerkannt. Die Rechtfertigung einer Aussage sei nämlich nicht möglich, „ohne im Prinzip eine Gemeinschaft von Denkern vorauszusetzen, die zur Verständigung und Konsensbildung befähigt sind.“ Selbst der faktisch einsame Denker könne seine Argumente nur insofern explizieren und überprüfen, als er im kritischen ‚Gespräch der Seele mit sich selbst‘ (Platon) den Dialog einer potentiellen Argumentationsgemeinschaft zu internalisieren vermag. Das setze aber die Befolgung der moralischen Norm voraus, dass alle Mitglieder der Argumentationsgemeinschaft sich als gleichberechtigte Diskussionspartner anerkennen.
Diese notwendig vorauszusetzende Argumentationsgemeinschaft kommt bei Apel in zwei Gestalten ins Spiel:
- als reale Kommunikationsgemeinschaft, deren Mitglied man „selbst durch einen Sozialisationsprozess geworden ist“.[26]
- als ideale Kommunikationsgemeinschaft, „die prinzipiell imstande ist, den Sinn seiner Argumente adäquat zu verstehen und ihre Wahrheit definitiv zu beurteilen“[26]

Aus der notwendig vorausgesetzten Kommunikationsgemeinschaft in ihren beiden Varianten leitete Apel zwei regulative Prinzipien der Ethik ab:
„Erstens muss es in allem Tun und Lassen darum gehen, das Überleben der menschlichen Gattung als der realen Kommunikationsgemeinschaft sicherzustellen, zweitens darum, in der realen die ideale Kommunikationsgemeinschaft zu verwirklichen. Das erste Ziel ist die notwendige Bedingung des zweiten Ziels; und das zweite Ziel gibt dem ersten seinen Sinn, – den Sinn, der mit jedem Argument schon antizipiert ist.“
Nach Apel sind also sowohl die ideale Kommunikationsgemeinschaft als auch die reale Kommunikationsgemeinschaft im Sinne gemeinschaftlicher geistiger Arbeit a priori zu fordern. Dabei stehen die ideale und reale Kommunikationsgemeinschaft in einem dialektischen Zusammenhang. Die Möglichkeit, ihren Widerspruch zu überwinden, sei a priori vorauszusetzen. Die ideale Kommunikationsgemeinschaft sei als das Ziel, auf das es hinzuarbeiten gelte, in der realen Kommunikationsgemeinschaft schon als deren Möglichkeit präsent.

#### Ergänzungsprinzipien
Apel sah das Problem, dass die hohen Anforderungen seiner Diskurs-Ethik nur in einer Gesellschaft realisiert werden können, die selbst diskursiv organisiert ist. Solange sie das nicht ist, können und sollen diese auch mit nicht-diskursiven Mitteln umgesetzt werden. Dabei gilt aber nach Apel, dass der Zweck nicht die Mittel heiligt. Vielmehr müssen im Prozess der fortschreitenden Verwirklichung der „idealen Kommunikationsgemeinschaft“ „Ergänzungsprinzipien“ entworfen werden, die den Spielraum der erlaubten Mittel begrenzen. So könne es z. B. nicht erlaubt sein, zum Zweck der Realisierung idealer Diskurs-Bedingungen die schon bestehenden Diskurs-Formen wie die parlamentarische Demokratie zu gefährden: „Die Beweislast für riskante Reformen oder gar intentionale Revolutionen würde hier in der Tat auf Seiten der Neuerer liegen.“

### Konventionelle und postkonventionelle Moral
In seiner Auseinandersetzung mit dem Problem der Umsetzung moralischer Normen und den Bedingungen ihres Scheiterns wie in der Zeit des Nationalsozialismus griff Apel auf die Moraltheorie von Lawrence Kohlberg zurück. Kohlberg hatte eine präkonventionelle, konventionelle und postkonventionelle Ebene der Moralentwicklung mit insgesamt sechs Stufen beschrieben. Jede dieser Stufen weist dabei – entsprechend den logischen Stufen der Denkoperationen bei Piaget – eine neue logische Struktur auf, die zugleich als „Gerechtigkeitsstruktur“ aufgefasst werden kann. Die moralische Entwicklung ist dabei nach Apel verbunden mit einem Wandel der jeweils eingenommenen sozialen Rolle („role taking“) und des „Reziprozitätsdenkens“:
| Ebene                    | Stufe                                                                | Moralische Orientierung |
| ------------------------ | -------------------------------------------------------------------- | --- |
| Präkonventionelle Ebene  | 1: Straforientierung                                                 | Noch kein Reziprozitätsdenken, kein „role taking“; Orientierung des Handelns am ggf. damit verbundenen Strafmaß |
| Präkonventionelle Ebene  | 2: Naiv-strategische Auffassung von der Gerechtigkeit                | Fairer Austausch von konkreten Leistungen zwischen zwei Personen |
| Konventionelle Ebene     | 3: Reflektiertes „role taking“                                       | Behandlung des Anderen wie man selbst gerne behandelt werden möchte; Einschränkung auf konkrete Bezugsgruppen (Familie, Freunde, Bekannte); keine Präzisierung der Rollenpflichten |
| Konventionelle Ebene     | 4: „Law and Order“-Perspektive                                       | Behandlung des Anderen wie man selbst gerne behandelt werden möchte; Keine Einschränkung auf eine konkrete Bezugsgruppe, sondern Bezug auf das gesellschaftliche System; Rollenpflichten sind präzisiert                                                                                   |
| Postkonventionelle Ebene | 5: Perspektive des „lawmaker’s“ (legalistische Vertragsorientierung) | Bezug auf das natürliche Recht der Individuen, die Gesellschaftsordnung durch Verträge nach dem Gesichtspunkt der Nützlichkeit zu begründen und nötigenfalls zu verändern; Überwindung des gruppen- oder staatsbezogenen Standpunkts durch den Gedanken der Freiheitsrechte aller Menschen |
| Postkonventionelle Ebene | 6: „Moral point of view“                                             | Orientierung an universalen ethischen Prinzipien; Forderung der vollständigen Reversibilität des „role taking“ |

Apel interpretierte die moralische Katastrophe des Nationalsozialismus als eine „Adoleszenzkrise der Menschheit“ im Übergang von der konventionellen zur postkonventionellen Ebene der Moral. Die gesellschaftlichen Regeln werden einerseits nicht mehr als verbindlich anerkannt, andererseits verspürt das Individuum noch keine Verpflichtung, seine Entscheidungen mit Prinzipien zu begründen, die mit den Interessen der Gesellschaft in Einklang zu bringen sind. Wesentlich verantwortlich für diese Krise waren für Apel die Philosophie Friedrich Nietzsches und Martin Heideggers, die zu einer „Paralysierung des ethischen Prinzipienbewußtseins“ führte und „zusammen mit einem kompensativen Nationalismus […] das Versagen der ‚intellektuellen Elite‘ im Dritten Reich zur Folge gehabt hatte“.

## Wirkung
Apel gehörte in den 1970er bis 1990er Jahren zu den einflussreichsten deutschen Philosophen, insbesondere durch seine als kritische Erneuerung der Kantischen Transzendentalphilosophie intendierte „transzendentale Sprachpragmatik“.
Seine Diskursethik löste in den letzten Jahrzehnten des 20. Jahrhunderts lebhafte Kontroversen aus. Aufsehen erregten seine Auseinandersetzungen mit Odo Marquard, Hermann Lübbe, Hans Albert, Richard Rorty, Jacques Derrida und Jean-François Lyotard. Zu Apels wichtigsten Schülern zählen Dietrich Böhler, Matthias Kettner und Wolfgang Kuhlmann.

## Kritik
Ein wesentlicher Einwand gegen Letztbegründungskonzepte, wie sie Apel vertrat, beruht auf der Schwierigkeit, Sätze unabhängig von ihrem Kontext zu bewerten. Dem stehen mehrere in der Philosophie vertretene Standpunkte entgegen. Beispielsweise besagt etwa die Duhem-Quine-These explizit, dass Sätze nie isoliert bewertet werden, oder nach Thomas S. Kuhn gehen in Theorien immer auch (teilweise unbewusste) Grundannahmen ein, welche für die Interpretation und Bewertung der einzelnen Sätze wichtig sind.
Vor allem Vertreter des Kritischen Rationalismus wie Hans Albert (Traktat über kritische Vernunft) wiesen, etwa mit dem Verweis auf das Münchhausen-Trilemma, auf die logische Unmöglichkeit einer solchen Letztbegründung hin. Apel verteidigte seine Argumentation dadurch, dass die Letztbegründung keine deduktive Form der Begründung bzw. des Beweises sei, sondern eine Reflexion auf die Bedingungen der Möglichkeit des Diskurses überhaupt.
Ebenfalls wurde Apel vorgeworfen, dass seine Argumentation nur für diejenigen gültig sei, die ohnehin schon den Willen zur Diskussion aufbrächten: „All die stillschweigenden Implikationen des Diskurses, die Apel reflexiv aufdeckt, gelten nur dann, wenn man argumentieren will, wenn man also rational sein will.“ Eine universale, d. h. für alle Menschen gültige Ethik könne Apel daher nicht begründen.
Ein anderer Kritikpunkt betrifft die Frage nach der Motivation für moralisches Handeln. Selbst wenn Apel unhintergehbare Normen für den Diskurs aufweisen könne, bliebe ungeklärt, warum man sich auch willentlich an diese Normen zu halten hätte.

## Schriften
- Die Idee der Sprache in der Tradition des Humanismus von Dante bis Vico. Bouvier, Bonn, 1963. 3. Auflage 1980, ISBN 3-416-01089-2
- Transformation der Philosophie, Suhrkamp, Frankfurt am Main, 1973. 2 Bände
  1. – Sprachanalytik, Semiotik, Hermeneutik, ISBN 3-518-27764-2
  2. – Das Apriori der Kommunikationsgesellschaft, ISBN 3-518-27765-0
- Der Denkweg von Charles S. Peirce. Eine Einführung in den amerikanischen Pragmatismus, Suhrkamp, Frankfurt 1975, ISBN 978-3-518-07741-2
- Die Erklären: Verstehen-Kontroverse in transzendentalpragmatischer Sicht, Suhrkamp, Frankfurt am Main, 1979, ISBN 3-518-06109-7
- Diskurs und Verantwortung. Das Problem des Übergangs zur postkonventionellen Moral, Suhrkamp, Frankfurt am Main, 1988, ISBN 3-518-28493-2
- Auseinandersetzungen in Erprobung des transzendentalpragmatischen Ansatzes, Suhrkamp, Frankfurt am Main, 1998, ISBN 3-518-58260-7
- Paradigmen der Ersten Philosophie: Zur reflexiven – transzendentalpragmatischen – Rekonstruktion der Philosophiegeschichte, Suhrkamp, Frankfurt 2011, ISBN 978-3-518-29585-4
- Transzendentale Reflexion und Geschichte, herausgegeben und mit einem Nachwort von Smail Rapic, Suhrkamp, Berlin 2017, ISBN 978-3-518-29814-5.